# Aptesis albifrons
Aptesis albifrons är en stekelart som beskrevs av Henry Keith Townes, Jr. 1962. Aptesis albifrons ingår i släktet Aptesis och familjen brokparasitsteklar. Inga underarter finns listade.